# Королівського товариства (вулкан)
Вулкан Королівського товариства (англ. Royal Society Volcano) — шлаковий вулкан однойменного хребта Королівського товариства на східному узбережжі Антарктиди, в південній частині Землі Вікторії, на західному узбережжі моря Росса, за 100 км на південний захід від острова Росса. Має максимальну висоту 3000 м.

## Загальні відомості
Вулкан складається із великої кількості базальтових шлакових конусів і потоків лави. Більшість кратерів за віком відносяться до четвертинного періоду. Більше 50 базальтових конусів, починаючи від зовсім малих насипів шлаку до шлакових конусів висотою до 300-т метрів, займають передгір'я хребта Королівського товариства.
Аналіз породи шарів тефри в масі льодовика Кемпе калій-аргоновим методом дав змогу встановити орієнтовний вік до 80 000 років з добре збереженими геоморфологічними формами, що все це доводить на користь доволі молодого віку, можливо, навіть голоценової епохи.